# Muraille
Pour les articles homonymes, voir Muraille (homonymie) et Murailles (homonymie).

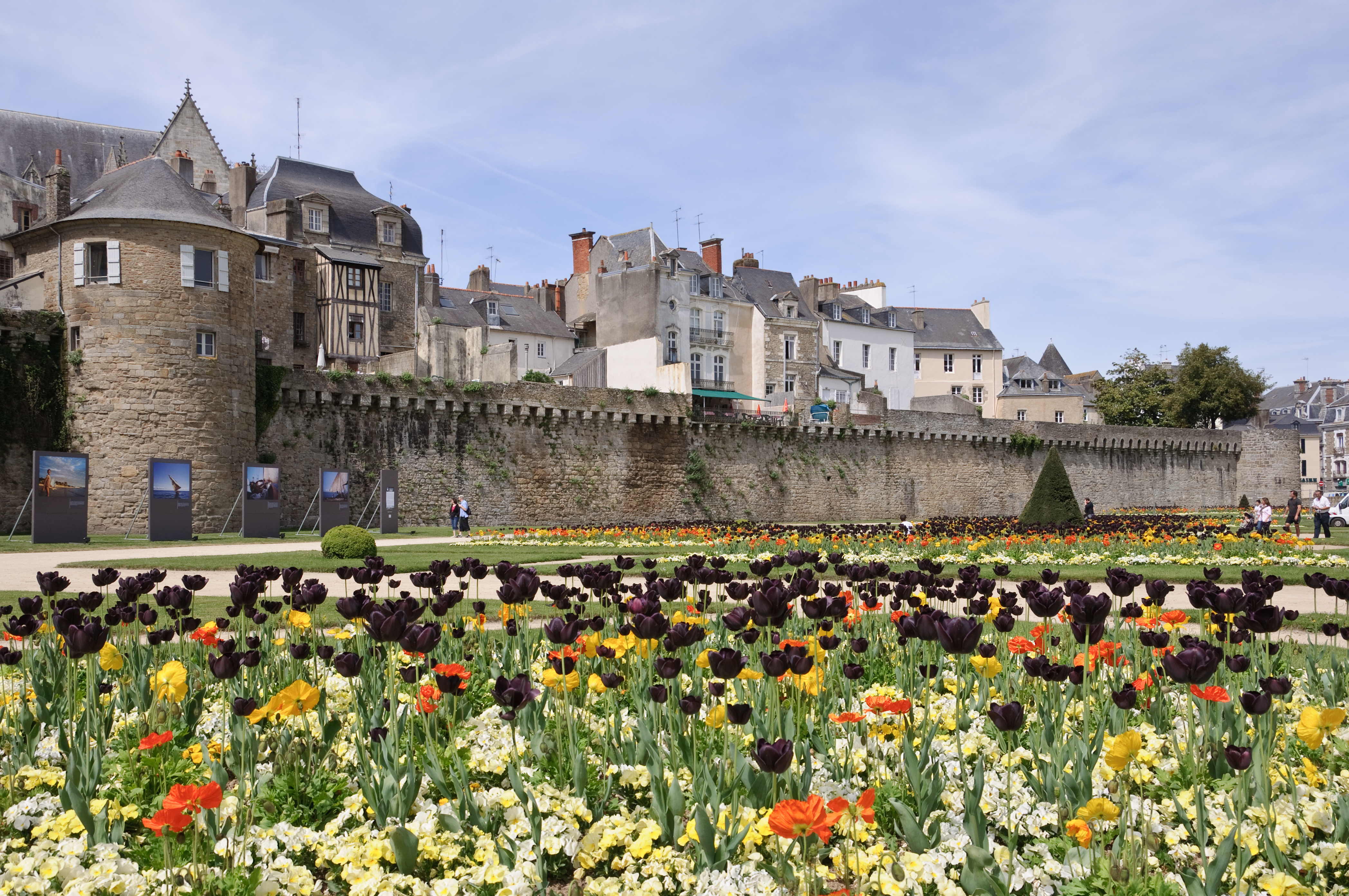
Les remparts de Vannes sont en fait des murailles.

Une muraille est un mur de grande hauteur destiné à protéger un ensemble de bâtiments par leur enceinte
Au Moyen Âge, elles se systématisent pour protéger les cités ou les  châteaux-forts des attaques ennemies.
Elles se transforment dès l'apparition des armes à feu.

## Historique
Les murailles apparaissent très tôt dans l'histoire de l'humanité. Ce sont d'abord de simples palissades en bois, elles sont par la suite construites en pierre. Des enceinte fortifiées cyclopéennes, dans le cas de Mycènes, ou le mur païen du mont Sainte-Odile, des murs d'appareillage plus modeste ensuite, constitués par des maçonneries de blocage liées à la terre puis à la chaux.
Au Moyen Âge, les murailles sont une réponse adaptée à l'état d'insécurité dans lequel vivent les populations européennes. Les murailles concrétisent la fonction du pouvoir seigneurial, ce dernier devenant le garant de la sécurité de ses sujets à l'intérieur de cet espace clos que devient la cité. Elles matérialisent aussi une frontière pour le contrôle des flux économiques, le nombre réduit de portes facilitant le prélèvement des taxes surs les marchandises.

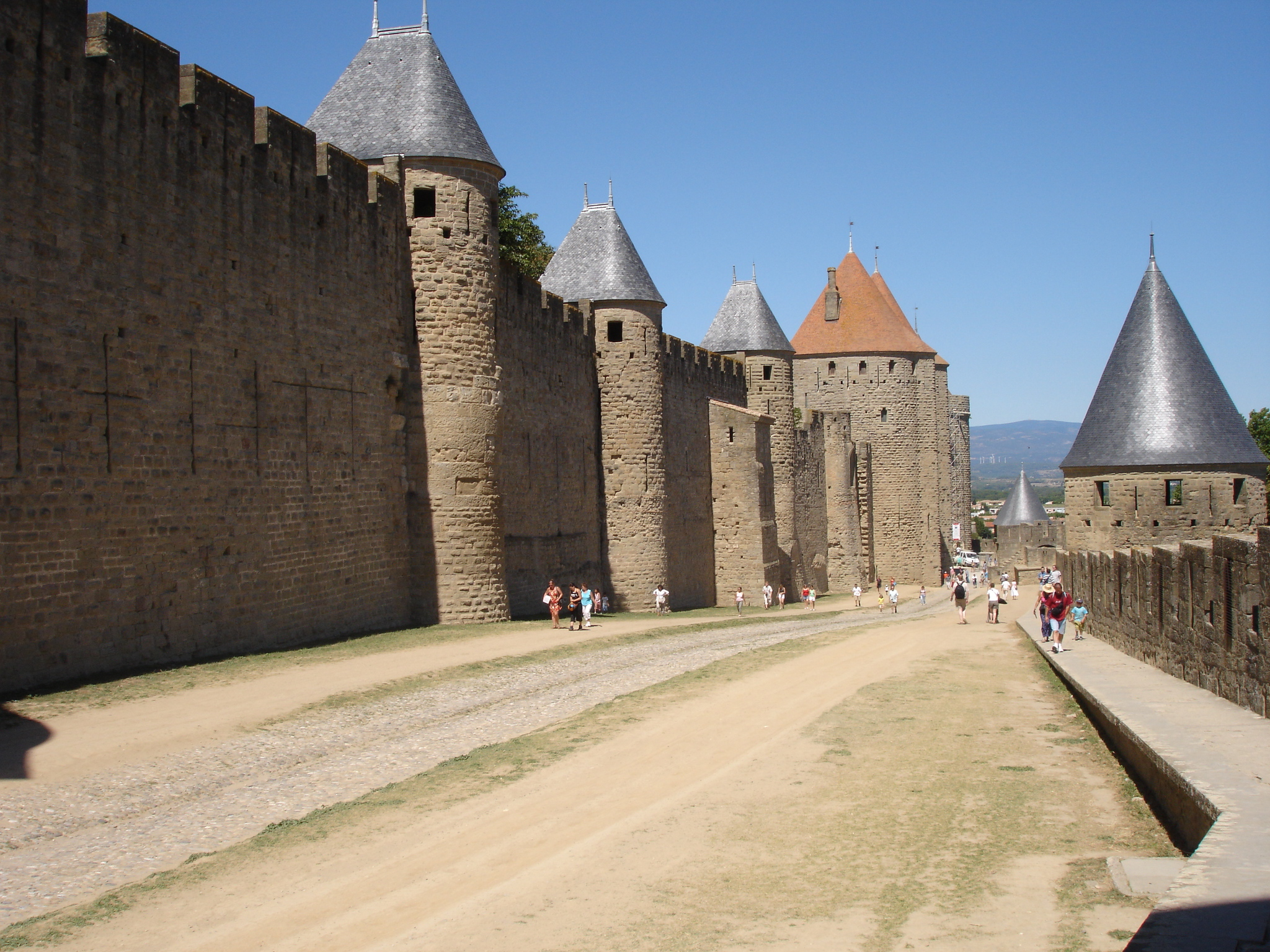
La cité de Carcassonne

Des tours carrées s'avançant en saillie sont aménagées pour permettre de surveiller les abords immédiats de l'enceinte et de pouvoir également lancer des flèches le long des murs. Par la suite, les tours prennent une forme circulaire permettant ainsi d'éviter les angles morts.
Les mâchicoulis situés au sommet des murailles sont percés d'ouvertures par lesquelles les gardes laissent tomber sur l'ennemi des pierres ou du liquide bouillant. Cette parade défensive empêche les assaillants de creuser des trous sous les soubassements des murailles.
Beaucoup de murailles sont détruites à partir de la fin du XVIIe siècle, répondant aux préoccupations sanitaires de l'hygiénisme naissant, au désir de clarté et d'essor de l'économie urbaine (qu'il s'agisse du commerce, du secteur de la construction ou de l'industrie).

## Exemples de murailles célèbres

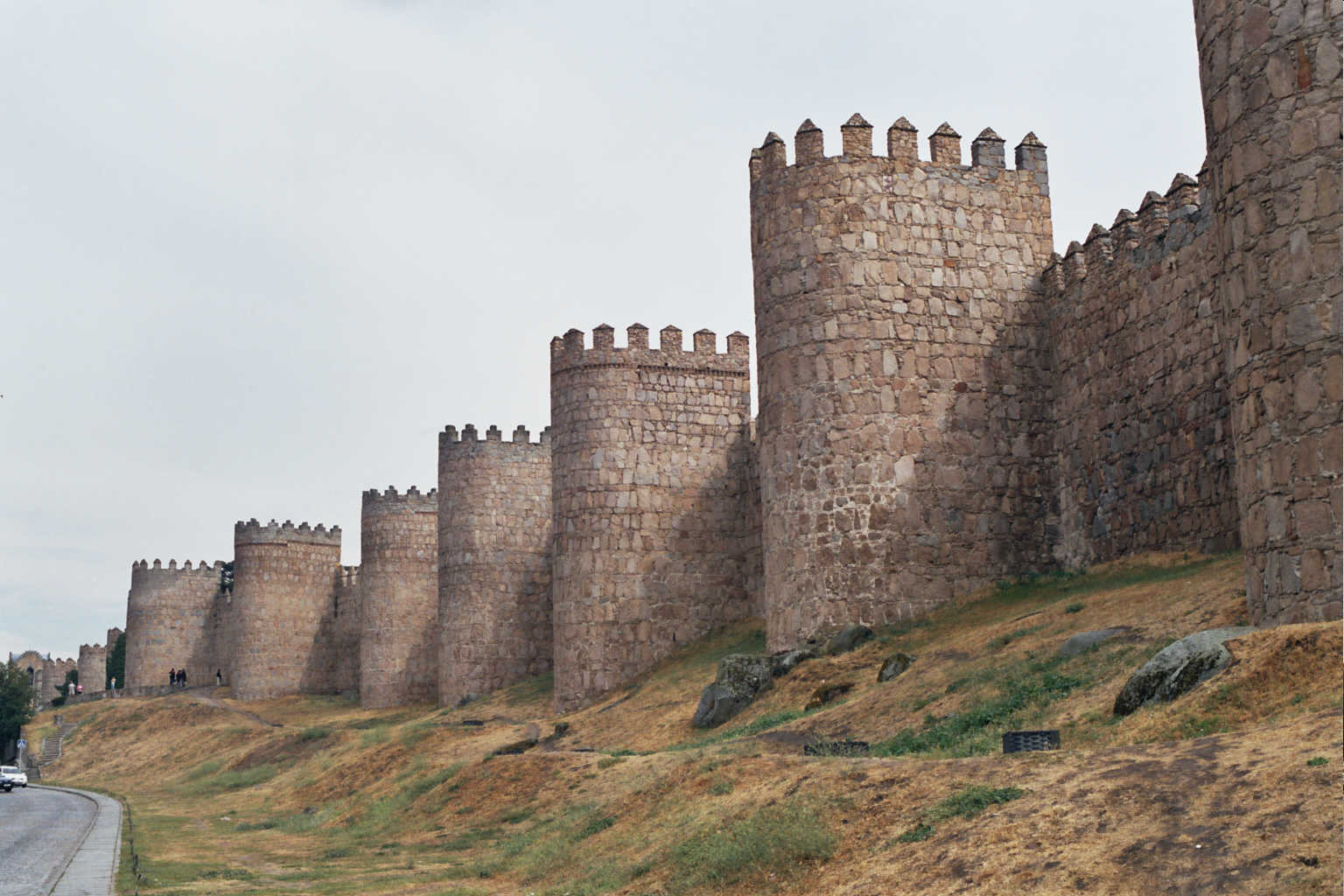
Muraille d'Ávila

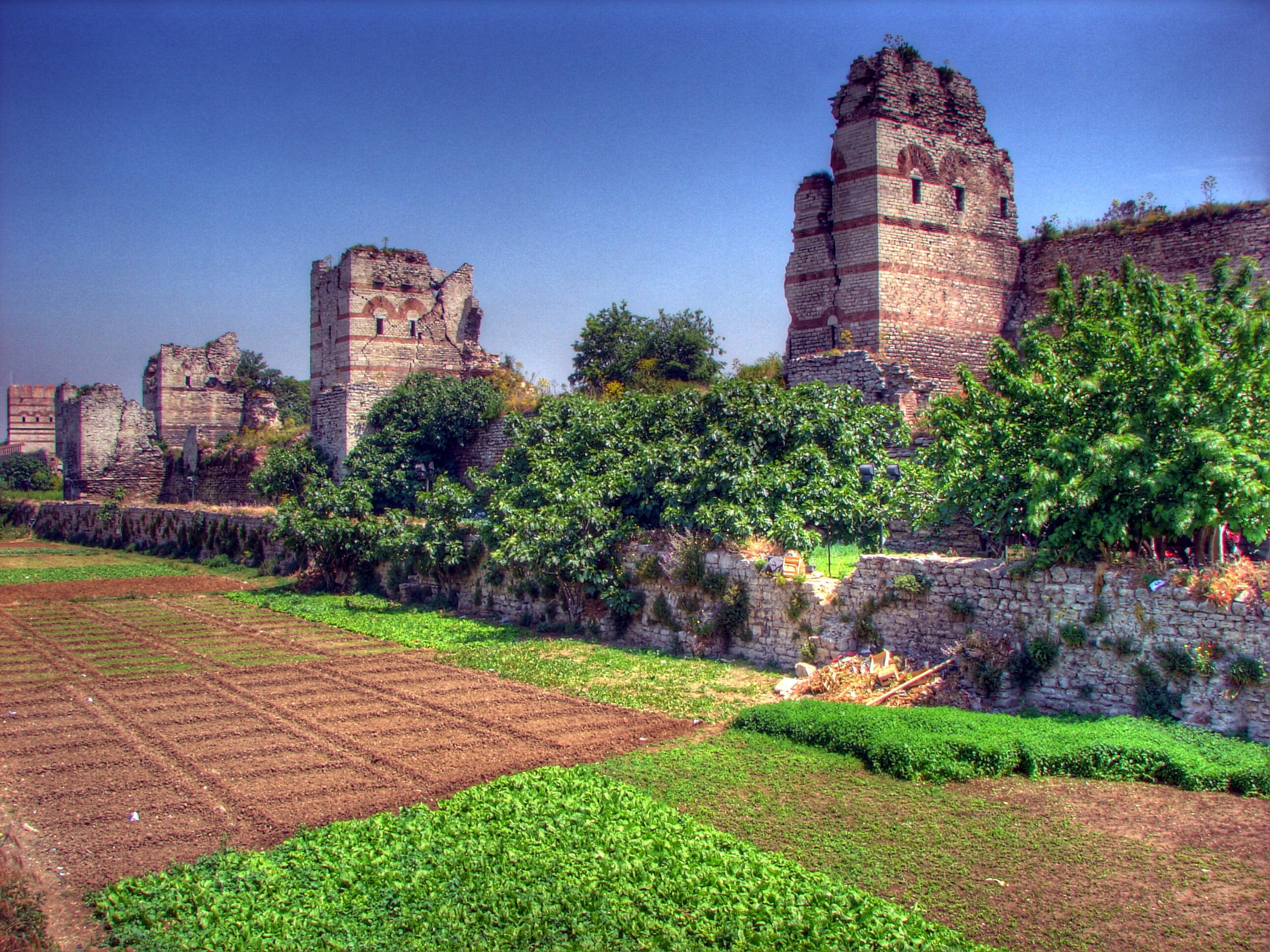
Murailles de Constantinople

- La muraille d'Ávila est un témoignage de l'importance de la construction d'un tel dispositif militaire. Elle date du XIe siècle et fut construite par Raymond de Bourgogne.
- Les murailles de Provins sont des fortifications médiévales longues de 1 200 mètres et comportant 22 tours aux géométries variées, l'enceinte de la ville haute fut construite de 1226 à 1314.
- Les remparts d'Avignon, murailles d'enceinte de la cité des Papes
- Les murailles d'enceinte d'Aigues-Mortes
- La cité de Carcassonne
- La Grande Muraille de Chine
- La muraille de Gorgan, plus grand mur de murs de briques de l’Antiquité
- Les murailles de Constantinople
- Les murailles romaines de Lugo en Espagne
- Les fortifications de Florence en Italie
- Les murailles de Jéricho
- Les murailles de Carthagène des Indes en Colombie.